# جسلین ون ترامپ
جسلین ون ترامپ (انگلیسی: Jessalyn Van Trump؛ ‏ ۱۶ ژانویهٔ ۱۸۸۷ – ۲ مهٔ ۱۹۳۹) بازیگر اهل ایالات متحده آمریکا بود.
از فیلم‌هایی که وی در آن نقش داشته‌است، می‌توان به روری در تالاب گرفتاری‌ها و خوشی یک روز اشاره کرد.